# Specklinia rubidantha
Specklinia rubidantha är en orkidéart som beskrevs av Guy Robert Chiron och Xim.Bols. Specklinia rubidantha ingår i släktet Specklinia och familjen orkidéer. Inga underarter finns listade i Catalogue of Life.

## Bildgalleri

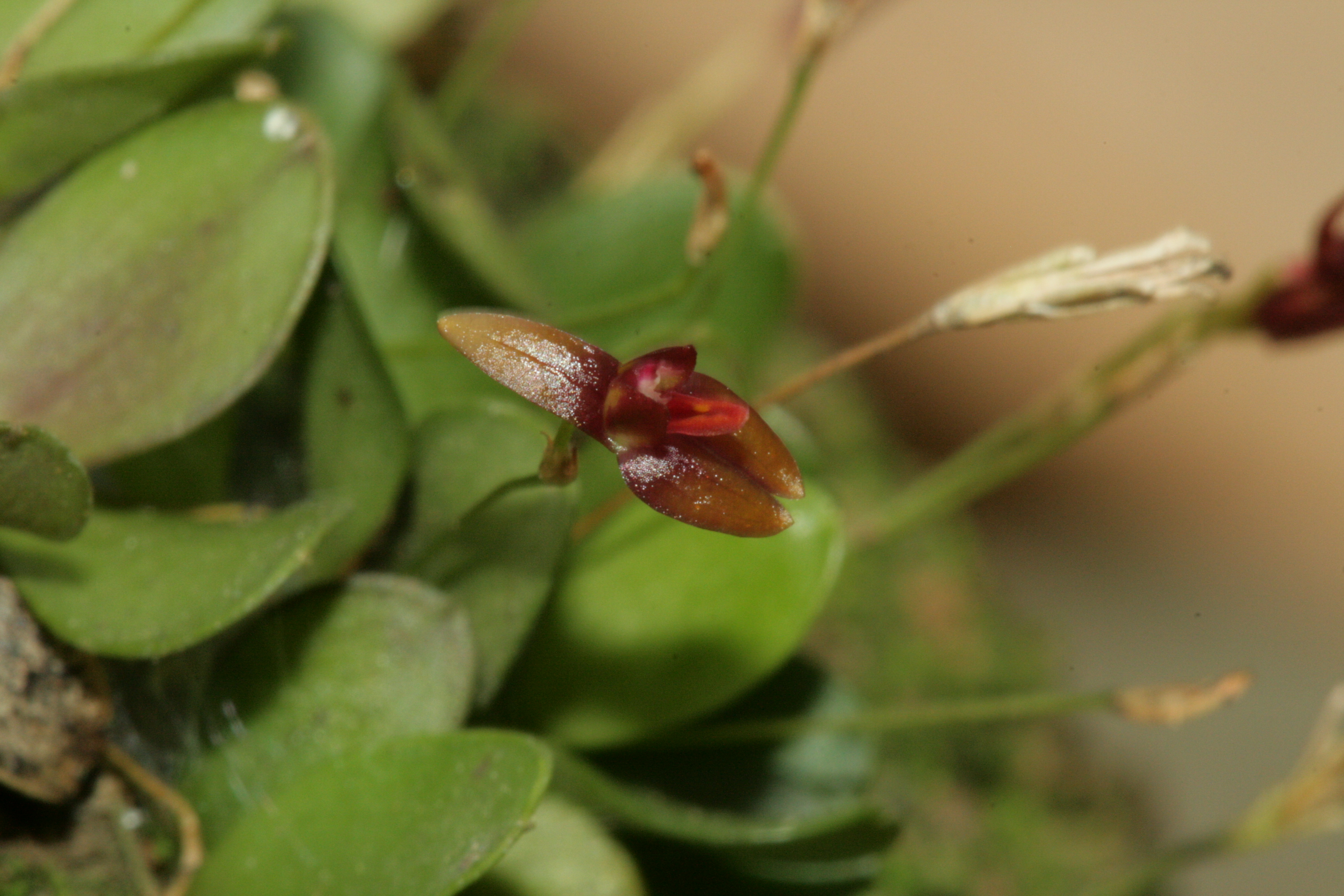